# Котов, Кирилл Александрович
Кирилл Александрович Котов (род. 23 мая 1992 года) — российский гандболист, выступающий за клуб «Чеховские медведи» на позиции разыгрывающего.

## Карьера

### Клубная
Кирилл Котов воспитанник подмосковного гандбола. Начинал играть в городе Долгопрудный. Первый тренер – Космодемьянский В. А.
В 2007 году пришёл в клуб «Чеховские медведи». В 2013 году выступает за основной состав команды. По итогам сезона 2015/16 чемпионата России Кирилл Котов стал лучшим разыгрывающим.

## Награды
- Чемпион России: 2014, 2015, 2016, 2017, 2018, 2019
- Победитель Кубка России: 2015, 2016, 2018, 2019
- Обладатель Супер Кубка России: 2014, 2015, 2016, 2017, 2018, 2019

## Статистика
Статистика сезона 2015/16 отражает только результаты первого этапа чемпионата России по гандболу.
| Сезон        | Клуб               | Лига             | Матчи | Голы | 7-метр | Голы | передачи | перехваты |
| ------------ | ------------------ | ---------------- | ----- | ---- | ------ | ---- | -------- | --------- |
| 2014-15      | Чеховские медведи. | Чемпионат России | 28    | 57   | 7      | 50   | 25       | 10        |
| 2015/16      | Чеховские медведи  | Чемпионат России | 22    | 53   | 2      | 51   | 14       | 8         |
| 2016/17      | Чеховские медведи  | Чемпионат России | 31    | 98   | 2      | 96   | 68       | 14        |
| 2017/18      | Чеховские медведи  | Чемпионат России | 28    | 49   | 5      | 44   | 45       | 8         |
| 2014-по н.в. | Итого              | Всего            | 109   | 257  | 16     | 241  | 152      | 40        |

## Личная жизнь
Увлекается летней рыбалкой, предпочитая рыбачить около Чехова, но при этом не любит зимнюю рыбалку, а из рыбы в пищу предпочитает только красную.